# رحوم
رحوم قرية في ناحية جب الجراح التابعة لمنطقة المخرّم في محافظة حمص في سورية.